# 롤플레이 2: 동침
"롤플레이 2 : 동침"은 2013년에 개봉한 대한민국의 영화이다.

## 캐스팅
- 권혁풍 : 인식 역
- 권현정 : 수연 역
- 이선구 : 현우 역
- 김미향 : 가정부 역
- 고다연 : 어린 수연 역
- 박수홍 : 동네바보 역
- 정은지 : 팀장 (목소리) 역